# آنتال کوتاس
آنتال کوتاس (مجاری: Antal Kotász; ۱ سپتامبر ۱۹۲۹ – ۶ ژوئیهٔ ۲۰۰۳) بازیکن فوتبال اهل مجارستان بود.
از باشگاه‌هایی که در آن بازی کرده‌است می‌توان به باشگاه ورزشی واشاش و باشگاه فوتبال بوداپست هونود اشاره کرد.
وی همچنین در تیم ملی فوتبال مجارستان بازی کرده‌است.